# Marie Křížková
Marie Křížková, rozená Huttaryová (26. listopadu 1928 Praha – 7. září 2022) byla česká filmová kameramanka a střihačka věkově spjatá se silnou generací střihaček narozených v letech 1926 až 1928, kterými byly například Marie Hladká, Milada Sádková, Zdena Navrátilová a Vlasta Styblíková.

## Život a dílo
Narodila se 26. listopadu 1928 v Praze jako Marie Huttaryová.
Na popud svého otce šla studovat fotografický obor do ateliéru Arno Paříka. Následně vychodila Státní grafickou školu na Smíchově (zde ji učili např. Kamil Hilbert či Rudolf Skopec – třídní učitel). Z fotografie se chtěla přeorientovat na film, a tak se přes otce kontaktovala Vladimíra Kabelíka st., který ji odkázal na Jana Kučeru, střihače, režiséra a vedoucí osobu Krátkého filmu. A tak se v instituci, kterou brigádně navštěvovala už během studií, stala zřejmě úplně první českou profesionální kameramankou Krátkého filmu. Podle vlastních vzpomínek někdy kolem roku 1947 natáčela jako kameramanka Krátkého filmu nejprve na vlastní, později už na přidělenou kameru různé krátkometrážní reportáže napříč státem (musela se dopravovat sama vlakem), například o sovětském ministru zahraničí Andreji Vyšinském (na pátrání po něm vzpomínala jako na nepříjemný, ale dobrodružný zážitek). Pracovníci Krátkého filmu pod vedením samotného Kučery zpočátku jezdili natáčet reportáže také na Filmový festival v Mariánských lázní, i se jakožto mladý kolektiv družit. Na této pozici působila tři roky, dokud ji ve dvaceti letech nepostihla dětská obrna a neochrnula jí pravá ruka. Svou poslední plánovanou reportáž o 11. Všesokolském sletu již nedokončila. Tehdejší kamerová technika byla fyzicky těžká, a proto ani po půl roce rehabilitací v lázních nebyla schopna vykonávat své řemeslo. Kučera jí proto nabídl pozici střihačky. Jelikož nabízenou práci znala, kameramani samoukové byli tehdy vedeni k seznamování se střižnou i k občasnému stříhání, aby lépe pochopili, jak vybírat a natáčet záběry, věděla, že práci zvládne, a tak ji přijala.
Bylo jí také nabídnuto večerní studium filmového oboru Akademie múzických umění, ale kvůli těhotenství odmítla.
Během své kariéry střihačky spolupracovala Marie Křížková s předními osobnostmi českého filmu spojenými právě s Krátkým filmem, např. Petrem Schulhoffem, Čeňkem Zahradníčkem, Janem Špátou, Bohumilem Havránkem, Ferdinand Bučina, Josef Čepelák, Miloslav Třešňák, Josef Kořán, Svatopluk Studený, Bruno Šefranka, Jiří Papoušek, Rudolf Granec, Václav Hapl, Milan Peer.
Samotnou ji nejvíce bavilo stříhat snímky týkající se tématu kultury.
Celý život byla spojena s Krátkým filmem, tam vydržela až do svého důchodu v roce 1989.
Zemřela 7. září roku 2022 ve věku 93 let.

## Filmografie

### Střih (výběr)
- Takhle už to dál nejde (1963)
- Srub (1966)

- Respice finem (1967)

- Sváteční jezdec (1969)[3]